# 樂天 (1997年成立)
樂天集團株式會社（英語：Rakuten Group, Inc.）是韓國和日本創辦的一家互联网服务公司。旗下企业橫跨金融、通信、旅遊、不動產和運動等領域。包括：樂天市場、樂天旅遊、樂天證券、樂天銀行、樂天信用卡和樂天電信等。在韩国、美国、中国大陆、台湾、欧洲、東南亞和日本各国都有业务。

## 历史
1997年2月7日，三木谷浩史創立樂天株式會社。同年5月，開設樂天市場，起初店舖共計13間。
2000年，樂天透過公開發行、併購其他公司，增加公司知名度。
2004年，樂天與活力門的加盟爭奪戰中勝出，成立東北樂天金鷲，加入日本棒球機構。

2005年至2017年使用的標誌

2007年11月，樂天株式會社在臺灣臺北市與統一企業集團簽約成立合資公司台灣樂天市場（樂天株式會社持股51％，統一超商持股49％），2008年5月正式開始營運，臺灣是樂天市場的第一個海外拓點。
2012年1月，樂天株式會社併購Kobo。
2013年6月，原先持股51%的樂天株式會社將購買統一企業集團所持49%股份，此股權交易預計於六月底前完成。
2013年12月，樂天株式會社於東京證券交易所上市。
2014年3月，樂天株式會社以九億美元併購Viber。
2014年4月，樂天集團獲台灣金管會核准在台灣設立信用卡發卡公司。此次為樂天卡首度於海外市場獲准設立信用卡發卡公司，2014年秋季在台灣開始發卡。
2015年8月，樂天株式會社宣佈總部將搬遷至東京都世田谷區二子玉川的Rakuten Crimson House，从事銀行業。
2016年9月，樂天株式會社在台灣推出樂天Kobo電子書服務。
2017年9月，與NBA球隊金州勇士簽下三年平均2000萬美元贊助合約。
2017年底，樂天株式會社出售旗下Ebates中國站業務給55海淘，2018年2月1日，Ebates中國站正式宣佈全面被收購。
2018年1月，樂天株式會社斥資450億日圓收購野村控股旗下之朝日火災海上保險。7月更名为樂天損害保险株式会社。
2019年7月，樂天銀行獲許可在台灣設立純網路銀行，並成立樂天國際商業銀行。
2019年9月，樂天株式會社收購中華職棒Lamigo桃猿。

## 體育
- 日本職棒太平洋聯盟東北樂天金鷲
- 中華職業棒球大聯盟樂天桃猿
- 日本職業足球聯賽神戶勝利船

## 外部連結
- 楽天市場 （页面存档备份，存于）
- 楽天株式会社 （页面存档备份，存于） - 企業情報サイト
- SNS
  - 楽天市場的Facebook專頁
  - 楽天市場的X（前Twitter）
  - お買いものパンダ的X（前Twitter）
  - 楽天市場的Instagram帳戶
  - YouTube上的楽天市場頻道
  - お買いものパンダ的TikTok